# Festa di san Mauro abate
La festa di san Mauro abate è la più importante festa religiosa del paese di Viagrande (CT) in onore del santo patrono ed è una delle più belle e partecipate della Sicilia orientale. Si svolge tutti gli anni dal 1º gennaio al 22 gennaio e la prima domenica di settembre.
San Mauro abate è un santo cristiano del VI secolo, abate dell'Ordine benedettino.

## Viagrande e il suo patrono
|Il piccolo paese di Viagrande sin dalle sue origini ha avuto molto caro il culto a san Mauro, introdotto dai monaci benedettini: la comunità viagrandese venera come patrono san Mauro dalla seconda metà del XVII secolo.

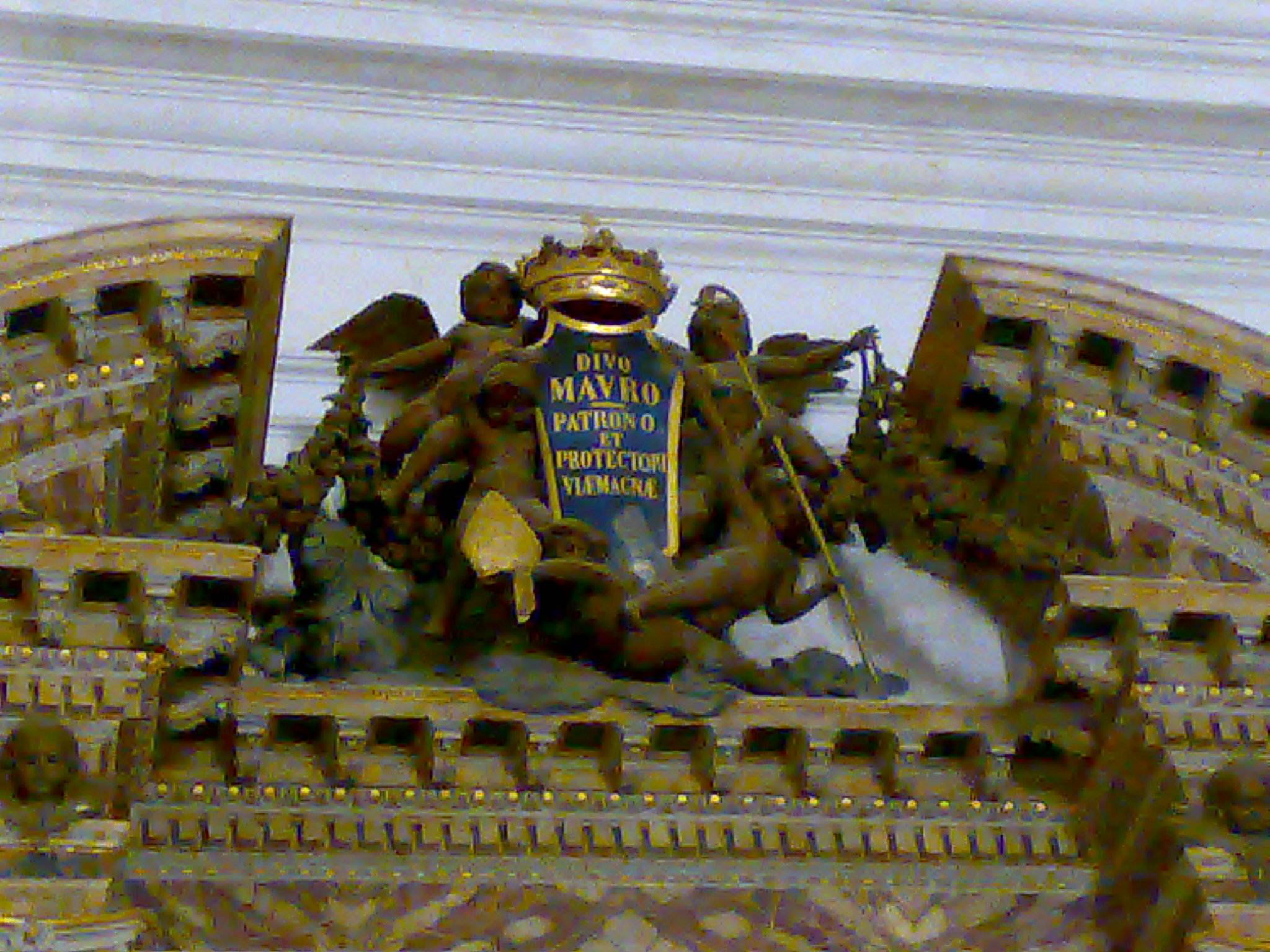
Particolare della parte superiore dell'altare dedicato a san Mauro abate

Salvatore Mirone, nella Monografia storica dei Comuni di Nicolosi, Pedara, Trecastagni e Viagrande, edita nel 1875, afferma che il Santo "venne scelto or sono 200 anni per opera di un tale… sofferente di gotta (...)", e per questo, Viagrande cominciò a venerare san Mauro "per le molte grazie che a di Lui intercessione si è compiaciuto Iddio Signore nostro concedere ai fedeli", per cui dal "Clero e li capi della Comunità della terra di Viagrande" fu eletto per loro principale patrono e pertanto fu celebrata con particolare solennità la sua festa, con la stessa solennità con la quale si continua a celebrarla ai giorni nostri con non minore devozione di allora.

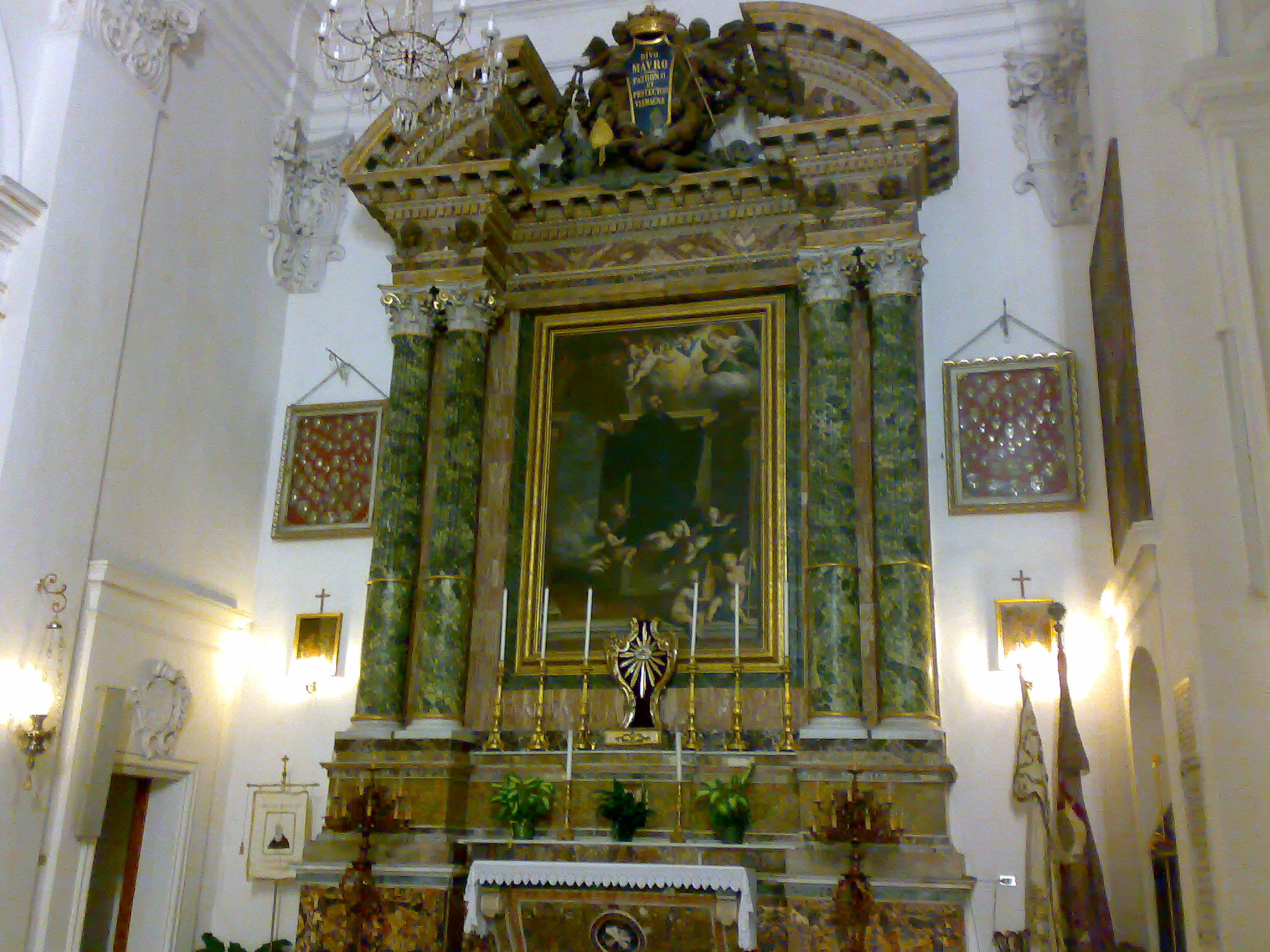
Altare di san Mauro con il quadro raffigurante l'apoteosi di san Mauro abate all'interno della chiesa madre

Nella chiesa madre di Viagrande è presente un grande altare alla destra dell'altare maggiore dedicato a san Mauro, costruito nei primi anni del Novecento con le offerte dei tanti viagrandesi emigrati nelle Americhe. Il quadro, donato alla chiesa dal beato card. Dusmet, e proveniente dal monastero benedettino di San Nicolò l'Arena, rappresenta l'Apoteosi di san Mauro ed è una bella tela d'autore ignoto.
A san Mauro è dedicata la Confraternita della penitenza, una delle due confraternite cittadine insieme alla Confraternita del sacramento.

## Festeggiamenti
Tutte le giornate di festa vengono salutate, alle ore 7.00, dallo scampanio solenne delle campane e dallo sparo di diversi colpi a cannone

### 1º gennaio
È questo il giorno dell'apertura dei festeggiamenti. Nel primo pomeriggio vengono lanciate delle piccole mongolfiere in segno di festa; in seguito viene prelevato l'artistico fercolo dalla Casa ‘a vara, situata dietro la Chiesa antica e ricavata in una delle sue navate, e viene portata in chiesa madre tirata dai fedeli e accompagnata dal corpo bandistico.

### Dal 6 gennaio al 14 gennaio
In questi giorni, ogni sera, si svolge la novena di preparazione con la recita della coroncina e con la celebrazione di una messa da parte di un predicatore, il quale farà da guida in questi nove giorni. Durante le varie sere le diverse celebrazioni vengono curate da un determinato gruppo parrocchiale, oltre ad una serata curata dai comitati e dai giovani devoti.

### 14 gennaio: vigilia della solennità
Il giorno della vigilia inizia con la tradizionale fiera del bestiame, di attrezzi agricoli, di piante e di fiori a piano gelsi. Durante la mattinata avviene l'ingresso dei complessi bandistici che percorreranno le principali vie cittadine eseguendo poi un concerto sinfonico in piazza San Mauro.Alle 17,30 si ha in chiesa madre l'offerta della cera, introdotta negli ultimi anni, dove ogni gruppo parrocchiale e non, ma comunque viagrandese, comprese le istituzioni del paese, porta all'altare un cesto di cera e fiori: un momento nel quale si vede l'attaccamento dell'intera comunità viagrandese verso il suo santo patrono. In seguito si ha la celebrazione di una messa solenne, alla fine della quale avviene la processione del braccio reliquiario di san Mauro per alcune vie del paese, effettuando, durante il giro, una breve sosta presso la chiesa S. Caterina. È una processione molto sentita, alla quale vengono invitate tutte le Confraternite dei paesi limitrofi, e proprio per sottolinearne l'importanza, è tradizione non effettuare il giro del Santo il giorno 15 se, per motivi meteorologici o per altri, non avviene la processione con la reliquia, la sera del 14. Al termine della processione si ha il canto dei vespri della solennità eseguiti dalla corale della parrocchia; in seguito la cameretta, dove il santo viene conservato durante l'anno, viene aperta tra lo sventolio dei fazzoletti bianchi dei devoti e al grido di diverse invocazioni. Dopo la benedizione con la reliquia, questa viene posta ai piedi del santo e la cameretta viene richiusa.

In seguito si ha il momento forse più folkloristico della festa, la cosiddetta entrata dei partiti o dei giovani cantanti. I cittadini, infatti, si dividono in occasione della serata per una sana competizione, in due fazioni, o partiti: quello di S. Caterina, comprendente la parte del paese confinante con Aci Bonaccorsi e Lavina, e quello di Scalatelli, che comprende la piazza e l'omonimo quartiere, anche se oggi l'appartenenza a questi due partiti è più affettiva e non dipende tanto dalla residenza. I due partiti fanno così a gara a chi offre il miglior spettacolo pirotecnico. Dal testo di Salvatore Mirone: …dal quartiere di Santa Caterina e da quello di Scalatelli esce uno stuolo di giovani, che comunemente si chiama partito dei cantanti, con bandiere in mano e torce a vento, seguito ognun di questo dalla banda musicale e da molto popolo: e tra gli evviva e lo sparo dei mortaretti s'avviano per la piazza maggiore, ove giungendo accendono una miriade di fuochi di Bengala che dimenandoli in aria fanno un magico effetto: indi ciascuno di quei partiti preso il loro posto, dopo lo sparo di una infinità di bombe, di razzi, e di giuoco di artifizio, alla lor volta intuonano un inno in lode del Santo: inno che viene accompagnato con apposita musica delle rispettive bande musicali….

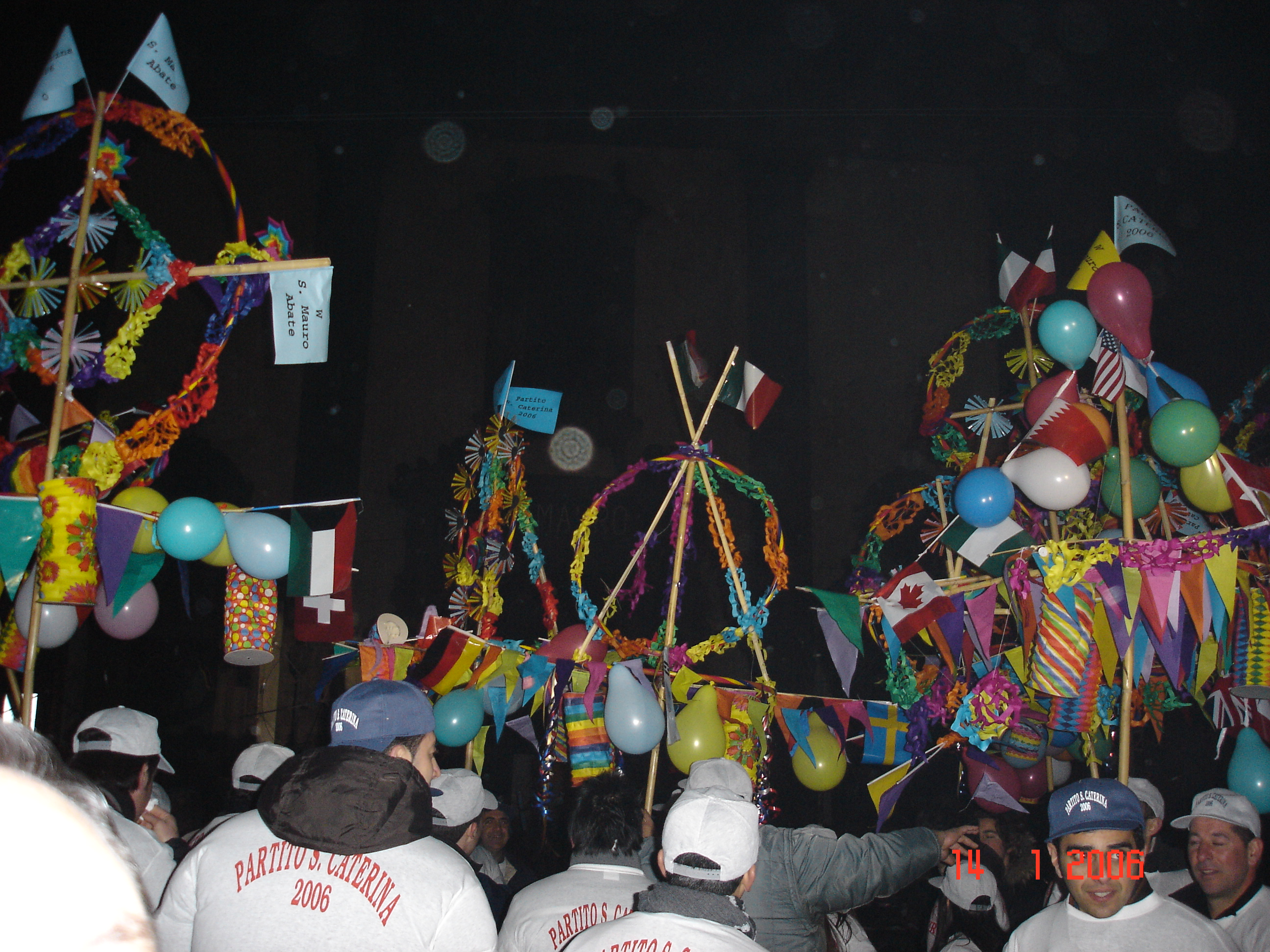
Partito S. Caterina

 Tutto è rimasto così anche ai giorni nostri, a eccezione delle cantate dei rispettivi quartieri le quali non vengono eseguite in piazza la sera della vigilia dal secondo dopoguerra; soltanto nel 2006 la cantata del quartiere S. Caterina è stata rieseguita durante l'entrata del partito S. Caterina, mentre la cantata del quartiere Scalatelli continua ad essere eseguita all'interno della chiesa in diverse occasioni. I due partiti entrano in ordine in base al sorteggio avvenuto l'8 dicembre, accompagnati da un corpo bandistico: per ogni partito, il primo spettacolo avviene sul sagrato della chiesa, all'interno della loggia comunale mentre una volta si faceva un secondo spettacolo nel cortile della scuola elementare. Alla fine di tutto, gli spettacoli continuano nella zona di via Aldo Moro, in aperta campagna, con calibri più grossi.

### 15 gennaio: solennità di San Mauro
Durante la mattinata del giorno di festa, la piazza e via della regione, dove si trovano le bancarelle dei vari venditori ambulanti, cominciano a riempirsi di devoti e persone venute in occasione della svelata, la quale avviene alle 10.30 tra le tante acclamazioni dei devoti vestiti col tradizionale sacco e lo sventolio dei loro fazzoletti bianchi. Il simulacro del santo viene prelevato dalla cameretta, o in siciliano cammaredda, e a spalla viene portato verso l'altare maggiore sul quale viene issato con un particolare elevatore. In seguito viene celebrato un solenne pontificale con la presenza di diversi sacerdoti, con la corale che esegue un antico canto in onore a san mauro:
oltre poi ad una messa interamente cantata.
Alla fine della celebrazione il simulacro del Santo viene sceso dall'altare maggiore e sistemato sul fercolo, mentre la piazza si riempie sempre più di persone, arrivate in occasione dell'uscita. Una volta sistemato, il fercolo comincia ad essere tirato tramite le due lunghe corde poste davanti al fercolo stesso dai devoti, e si ferma poco prima della porta centrale della chiesa, pronta per l'uscita, la quale avviene ogni anno puntualmente allo scoccare delle ore 13.00.
Appena l'orologio del campanile segna le ore tredici, suona la campana dell'orologio stesso e puntualmente il fercolo esce dalla chiesa tra le acclamazioni dei devoti e lo sventolio dei loro fazzoletti bianchi. Subito parte un forte spettacolo pirotecnico, inizialmente con la caratteristica moschetteria sparata in via matrice, una lunghissima catena di petardi sparati sequenzialmente per una durata che si aggira intorno agli 8-15 minuti. In seguito parte uno spettacolo pirotecnico dalla loggia comunale seguito da uno più assordante dal cortile della scuola elementare. Muvendosi, il fercolo percorre piazza san Mauro e qui si ha la cosiddetta calata dell'angelo: un angelo in legno viene fatto scendere da un baldacchino, posto ad un'altezza superiore a quella del fercolo, portando in mano fiori e banconote, donandole al Santo. Successivamente il fercolo esce dalla piazza e si dirige verso il quartiere Viscalori dove, prima di arrivarvi, effettua la prima delle tre volate, la più faticosa in quanto si svolge in salita: il fercolo viene tirato di corsa dai devoti e arriva fino in piazza San Biagio. Nella stessa piazza avviene la benedizione con la reliquia, mentre in passato veniva celebrata una messa all'interno della chiesa di Viscalori; per l'occasione viene aperta la cameretta di san Biagio, compatrono di Viagrande, situata all'interno della stessa chiesa.
Il giro continua per il quartiere Viscalori, scendendo poi verso il centro di Viagrande e dirigendosi verso il quartiere Sciara e poi a Lavina dove effettua una breve sosta di fronte alla chiesa di Maria SS. Ritornata. Salendo, poi, la via Vittorio Emanuele, il fercolo si dirige all'interno del quartiere S. Caterina, effettuando nel tardo pomeriggio la seconda volata arrivando in piazza Urna. Proseguendo, il fercolo passa da piazza San Mauro e in seguito percorre via della regione, lungo la quale si ha una seconda calata dell'angelo, salendo, successivamente, verso il quartiere Scalatelli. Alla fine, a tarda serata, da via Umberto verso piazza San Mauro viene effettuata la terza volata con il fercolo che termina il suo lungo giro del paese durato più di 10 ore. L'arrivo del santo è accompagnata da un lungo spettacolo pirotecnico, un primo spettacolo sempre dal sagrato e dalla loggia, poi un secondo dalla scuola elementare.
Alla fine il fercolo entra in chiesa dove il simulacro viene sceso dal fercolo e portato a spalla verso la sua cameretta. Qui, dopo la benedizione col braccio reliquiario, la cameretta viene richiusa tra le acclamazioni dei numerosi devoti che hanno tirato il fercolo del Santo lungo le vie del paese durante tutta la giornata.

### 16 gennaio: giornata della devozione cittadina
Questo è il giorno della cosiddetta festa dei paesani, il giorno in cui non vi sono manifestazioni esterne e dove la comunità viagrandese si stringe intorno al proprio Santo in modo più intimo. Durante la giornata vengono celebrate tre Messe, una la mattina alle 8.00, una alle undici e una di sera. Durante la giornata i corpi bandistici effettuano un giro per le vie principali del paese. Prima della messa delle ore 11.00, vi è l'accoglienza dell'Arcivescovo, invitato per l'occasione a celebrare il sacro rito. Alle 10.30 avviene la svelata del Santo e la sua traslazione sull'altare maggiore con la celebrazione di un Solenne Pontificale da parte dell'Arcivescovo. Alla fine della celebrazione l'alto prelato riceve un omaggio al Municipio da parte dell'Amministrazione Comunale, con un rinfresco. In serata viene celebrata la Messa e alla fine il Santo, dopo una breve processione all'interno della chiesa, viene chiuso nella sua cameretta.

### Domenica tra il 15 e il 22 gennaio
La domenica tra il giorno di festa e l'ottava viene dedicata alla venerazione di San Mauro. Vengono celebrate sempre tre messe, ma la Messa delle ore 11.00 viene dedicata ai malati: grazie all'assistenza dell'U.N.I.T.A.L.S.I e della Croce Rossa, viene permesso ai malati di poter assistere da vicino alla svelata del Santo all'interno della cappella e alla celebrazione della Messa. In serata si ha la celebrazione della Messa al termine della quale vi è un concerto polifonico con la presenza delle corali locali, il coro parrocchiale “S. Cecilia” e il coro dei bambini “S. Maria dell'idria”, e di altre corali provenienti dai paesi limitrofi. Infine il simulacro del santo viene richiuso all'interno della sua cameretta.

### 22 gennaio: ottava della festa

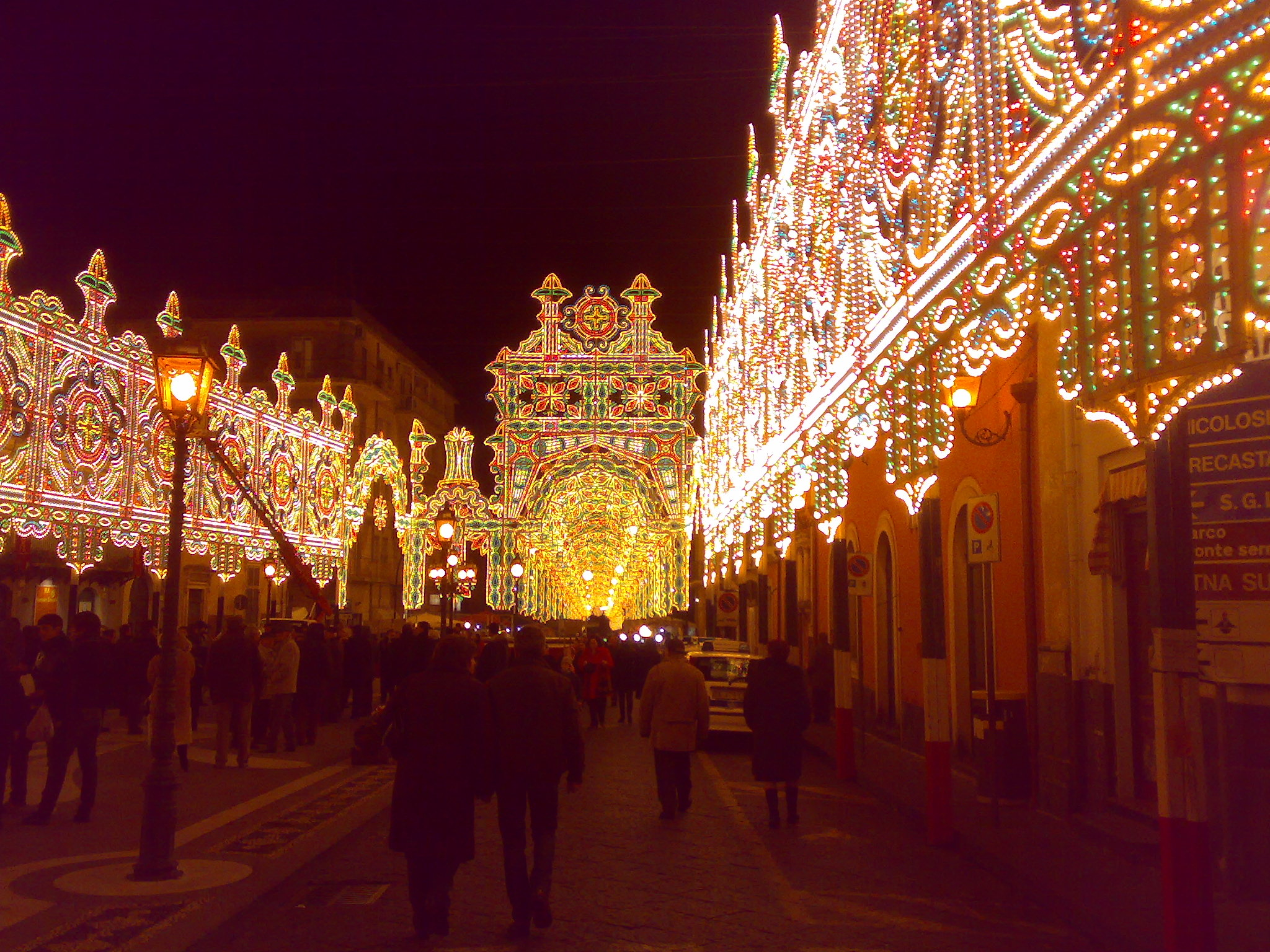
Luminarie in piazza San Mauro

Questa è la giornata conclusiva dei festeggiamenti. Durante la giornata vengono celebrate tre messe e avviene il giro del corpo bandistico sempre per le vie principali del paese. Alle 10.30 si ha la svelata del simulacro e la sua traslazione sull'altare maggiore con la celebrazione di una messa. In serata, dopo la celebrazione della messa vespertina, avviene la processione del simulacro del Santo attorno piazza San Mauro. Al rientro in chiesa il simulacro viene poggiato sull'altare e il parroco fa un discorso finale, dando le sue considerazioni sui festeggiamenti appena conclusi insieme al resoconto della commissione Centrale. In seguito avviene la lettura dei nuovi comitati per la festa dell'anno successivo. Infine la corale insieme ai fedeli esegue la cantata dopo la quale il simulacro, in seguito alla benedizione col braccio reliquiario, viene definitivamente chiuso nella sua cameretta tra le acclamazioni dei devoti e lo sventolio dei loro fazzoletti bianchi. Il programma dell'ottava viene spostato nel caso in cui l'ottava stessa capiti di sabato: in questo caso, dato che la domenica tra il 15 e l'ottava corrisponde al giorno 16, il programma della domenica viene spostato al giorno dell'ottava, cioè sabato 22, mentre i festeggiamenti dell'ottava vengono spostati a domenica 23.

### Prima domenica di settembre
La prima domenica di settembre è dedicata, da molti decenni, alla venerazione del Santo Patrono. Viagrande, infatti, durante la stagione estiva è meta di molti villeggianti, specialmente catanesi, che trascorrono qui le loro vacanze. Proprio per soddisfare la richiesta di questi ultimi di poter vedere il Santo durante la stagione estiva, data l'impossibilità di poter essere presenti alla festa invernale, la prima domenica di settembre la cameretta di San Mauro viene riaperta permettendo a tutti di poter venerare San Mauro. È da questo caso che altri comuni limitrofi hanno successivamente seguito l'esempio, dedicando questa giornata alla venerazione del proprio santo patrono. La giornata inizia con le campane suonate a festa e lo sparo di mortaretti. A differenza della festa a gennaio, la svelata avviene alle ore 08.00, e non alle 10.30. Il simulacro viene traslato sull'altare maggiore e la chiesa rimane aperta l'intera giornata per la venerazione del Santo. Nel tardo pomeriggio arriva il pellegrinaggio dei devoti di San Mauro proveniente da Aci Castello (CT), i quali parteciperanno alla Messa serale. Al termine della celebrazione, il simulacro viene sceso dall'altare maggiore e viene portato a spalla in processione attorno piazza San Mauro. Al rientro in chiesa viene eseguita la cantata, al termine della quale il simulacro viene richiuso nella cappella.

## L'organizzazione
L'organizzazione della festa esterna avviene attraverso un sistema di 5 commissioni, ognuna della quale si occupa di un preciso aspetto della festa. Ciascuna commissione è formata all'incirca da 15 elementi ed è composta da un cassiere, il quale svolge il ruolo più importante, un vice-cassiere, il quale aiuta il cassiere e lo sostituisce in sua assenza, e da componenti. In ordine di importanza, le commissioni sono:
- Centrale: si occupa delle luminarie, impiegando spesso due ditte diverse, una che si occupa solo della piazza San Mauro e di via della Regione, e un'altra che si occupa delle restanti vie del paese; ha anche il compito di impiegare le bande per la festa, solitamente non meno di tre, due delle quali si alterneranno durante il lungo giro del fercolo del giorno 15, e una che eseguirà i concerti sinfonici in piazza San Mauro;
- Uscita: si occupa dell'uscita del Santo, e quindi dello spettacolo pirotecnico con la caratteristica moschetteria, insieme alla calata dell'angelo che avviene in piazza; solitamente si occupa anche delle mongolfiere lanciate il 1º gennaio, in occasione dell'uscita del fercolo dalla “casa a vara”;
- Entrata: si occupa, invece, dello spettacolo pirotecnico in occasione del rientro del Santo in chiesa dopo il lungo giro;
- Partito S. Caterina: detto pure u' pattitu di sutta, è uno dei due partiti che la sera del 14 fanno a gara offrendo il miglior spettacolo pirotecnico, occupandosi dello spettacolo pirotecnico sul sagrato, nella loggia comunale, nella scuola elementare e, in tarda serata, nella zona di via Aldo Moro;
- Partito Scalatelli: ha gli stessi compiti sopra elencati, detto u' pattitu di supra.

La raccolta delle offerte necessarie allo svolgimento della festa, come per la festa di Sant'Antonio di Padova il 13 giugno, della Madonna di Lourdes l'ultima domenica di agosto e la festa di San Biagio il 3 febbraio, avviene in forma di questua volontaria mediante un coppo, un contenitore argenteo avente l'effigie di San Mauro, tenuto mediante un manico, dentro il quale i fedeli depositano volontariamente l'offerta.
La raccolta avviene tutte le domeniche dell'anno comprese varie feste, come Natale, Santo Stefano, Pasquetta, Ferragosto ecc. Le date delle raccolte vengono divise tra le commissioni Uscita, Entrata e i due Partiti, ad eccezione della prima domenica successiva alla conclusione dei festeggiamenti, la quale spetta al cassiere della commissione Centrale. Quest'ultima svolge la raccolta a partire dall'8 dicembre, passando per le case dei viagrandesi, annotando le offerte e i donatori su un quaderno, detto nota.
Una data molto importante è l'8 dicembre, considerata dai devoti viagrandesi come la data che da inizio ai preparativi della festa. Da questo giorno si sente forte il clima di festa.

### 8 dicembre
I festeggiamenti si aprono ufficialmente il 1º gennaio, ma già l'8 dicembre si tiene nell'aula consiliare del municipio una riunione al quale partecipano il presidente della festa, carica ricoperta dal sindaco pro-tempore del comune, da rappresentanze della giunta e del consiglio comunale, dai comitati, dal parroco della chiesa madre e da molte altre persone che sono presenti per ascoltare o anche intervenire. In codesta riunione il parroco comunica il programma religioso dei festeggiamenti, vengono fissati i luoghi e i calibri massimi consentiti per gli spettacoli pirotecnici che si terranno nei giorni di festa, le commissioni Uscita, Entratta e i partiti S. Caterina e Scalatelli comunicano i fuochisti ingaggiati, vengono comunicate le ditte per le luminarie e le bande musicali ingaggiate dalla commissione Centrale e viene effettuato il sorteggio riguardante l'ordine di ingresso dei partiti durante la sera della vigilia. Questo momento viene considerato dai devoti viagrandesi una sorta di inizio dei festeggiamenti in quanto finalmente si conosce quale sarà il programma della festa.
Dopo aver letto le nuove commissioni e dopo aver chiuso San Mauro nella sua cameretta, la sera dell'ottava viene portato il coppo, insieme al corpo bandistico, presso l'abitazione del nuovo cassiere della commissione Centrale, come un passaggio di consegne tra i due comitati.

## Le reliquie
Sono diverse le reliquie di S. Mauro che il popolo viagrandese custodisce con devota gelosia. Le più significative, donate nei primi decenni del Settecento, sono tre. La prima è quella custodita nel medaglione d'argento settecentesco incastonato proprio nella statua. Le altre reliquie, due frammenti di osso di 4 cm circa, sono conservate dentro un prezioso reliquiario d'argento a forma di braccio benedicente che fu realizzato grazie alle offerte di tutta la università della Terra di Viagrande tra il 1675 e il 1680. Sicuramente tra i più belli del circondario è una pregevole opera di argenteria messinese che si compone di due elementi: il braccio vero e proprio e la base, di fattura più tardiva, che venne applicata nella seconda metà del settecento per slanciare ancora di più il reliquiario.
Dai documenti sappiamo per certo che in origine l'opera venne realizzata con lo scopo di custodire e contenere l'insigne reliquia di S. Vito martire. Per tutto il Seicento la pietà popolare viagrandese considerò sia S. Mauro che S. Vito patroni del paese. Le vicende legate alla fortuna delle due confraternite determineranno, tra la prima e la seconda metà del Settecento, la definitiva elezione di S. Mauro come patrono principale di Viagrande, e le sue reliquie, sino a quel momento custodite in reliquiari di legno dorato, furono sostituite nel braccio argenteo a quella più grande di S. Vito martire.
Nel 2006 per opera del partito S. Caterina, questo reliquiario, insieme al pastorale e ai due porta ex-voto in argento del simulacro, sono stati magistralmente restaurati. Nel 2007 ad opera dei due partiti S. Caterina e Scalatelli, il braccio reliquiario è stato impreziosito con l'aggiunta della mitra e del pastorale, simboli della dignità abbaziale del patrono S. Mauro.

## Il fercolo
Il fercolo di San Mauro, detto anche vara in siciliano, è come quasi tutti quelli dei vari comuni della Sicilia orientale. Di colore oro zecchino, è un bel fercolo ligneo costituito da sei colonne. Non si hanno date certe sulla costruzione della parte in legno del fercolo. Fino ai primi anni del Novecento il fercolo veniva portato a spalla per le vie del paese, seguendo un giro molto più ridotto proprio a causa della pesantezza del fercolo. Nel primo dopoguerra fu realizzato l'impianto di sciassi e ruote ripiene, realizzato tramite un relitto di un vecchio macchinario da guerra, grazie alle offerte degli abitanti del quartiere Sciara.
Infatti, il Santo, scendendo dalla odierna via Alessandro Manzoni, nel quartiere Sciara, girava subito a sinistra per via Roma, senza proseguire per il resto della via, poiché il fercolo portato a spalla era troppo pesante da permettere un allargamento del giro. Grazie, appunto, alle offerte dei devoti sciaroti, il fercolo fu dotato di ruote che permisero al fercolo stesso di poter percorrere l'intero quartiere Sciara, e quindi anche altre parti del paese. Da quel momento il fercolo fu dotato di due grosse funi poste ai due lati e tirato dai devoti. Col passare degli anni le corde sono sempre aumentate di lunghezza, grazie anche al crescente numero di devoti, numero che anche ai giorni nostri non accenna a diminuire, proprio a sottolineare il sempre più attaccamento dei viagrandesi verso il proprio patrono. Nel 2001 è stata poi realizzata una nuova struttura meccanica, con il restauro anche della parte in legno. La lunghezza delle corde è oggi stimata per 150 metri. Il posto guida del fercolo è situato sul lato destro della parte posteriore, fuori dal fercolo stesso rendendo la guida più complicata: pochissimi sono gli altri fercoli che presentano la stessa caratteristica, rendendolo un caso raro se non unico nella zona, al contrario degli altri fercoli che presentano il posto guida sotto il fercolo stesso, al centro della parte anteriore. Il fercolo viene guidato da u mastru 'a vara, letteralmente il mastro di vara, il quale, suonando una piccola campana, regola l'andamento del fercolo durante la processione, come le fermate presso i fedeli che vogliono dare un'offerta. U mastru a' vara cura anche altri momenti come l'apertura della cameretta, la traslazione sull'altare maggiore del simulacro e la sistemazione sul fercolo dello stesso.

## Ilsacco
Come detto sopra, il numero dei devoti col tradizionale sacco bianco cresce ogni anno sempre più, infatti, ogni anno durante i festeggiamenti, prima del giorno 15, avviene la benedizione dei nuovi abiti Ex-Voto di San Mauro, detti appunto “sacchi”, e i giovani che decidono di indossarlo per la prima volta aumentano sempre di più. Il numero dei devoti che indossano il sacco si aggira oggi intorno ai 100-150.
Il sacco, presente fino alla prima metà del Novecento e andato quasi in disuso, fu reintrodotto alla fine degli anni ottanta, per evitare che durante il giro, vuoi per il mal tempo, vuoi per la coincidenza con l'ora di pranzo, il Santo venga lasciato solo, senza persone che tirino le corde del fercolo. Il sacco dei devoti è stato introdotto proprio per contraddistinguere quel gruppo di persone che hanno lo scopo di tirare il fercolo, lo scopo di non lasciare “solo” San Mauro durante il giro. Così, anche quando, data la stagione invernale di gennaio, capiti che venga a piovere, i devoti sono sempre lì, a tirare il fercolo, senza lasciare il proprio Santo. Ma oggi i devoti col sacco non sono presenti soltanto in occasione del giro del fercolo per il paese, ma sono i primi a prendere i posti dentro la piccola cappella in modo da assistere all'apertura e alla chiusura della cameretta del Santo, sono presenti durante le varie celebrazioni, anche a settembre. I devoti, nel manifestare la loro fede verso il Santo, all'apertura della cameretta gridano invocazioni come devoti tutti, o chiamamulu cu cori, o cu vera fidi, o patriotti veri, da parte di un singolo devoto, al quale rispondono tutti gli altri viva Santu Mauru!.
Il sacco di San Mauro è costituito da una lunga veste bianca, un cordoncino rosso legato alla vita, un fazzoletto di stoffa bianco usato dai devoti durante le invocazioni,un cappello nero chiamato "Scuzzitta" usato molto nei paesi Etnei, e guanti di stoffa bianchi. È una quasi diffusa usanza dei devoti che indossano il sacco, di legare sul cordoncino tanti nodi quanti sono gli anni i quali egli indossa il sacco.

## La preghiera
Glorioso San Mauro, inclito discepolo di San Benedetto e purissima gloria della Chiesa, dalla patria celeste, dove godi per l'eternità il premio delle tue virtù, volgi lo sguardo benigno a noi tuoi devoti nelle amarezze e nei pericoli di questa vita.
Fa che il nostro cuore non si perda dietro ai beni fallaci del mondo, e la nostra fede mai non vacilli alle tentazioni che ci muovono incessantemente gli empi, nemici di Dio.
Tieni lontano dalle nostre famiglie e da tutto l'amato nostro paese che ti ha scelto a celeste patrono, ogni motivo di discordia e ogni sentimento di rancore e di odio, affinché tutti noi, vivendo nella carità che Gesù Cristo ci ha insegnato, possiamo sentirci figli di un medesimo padre e stretti nel dolce vincolo della pace, quasi a preludio di quella vita beata che per mezzo della tua valida intercessione speriamo di poter godere un giorno nel cielo.
Amen. (proprietà riservata alla Chiesa Madre di Viagrande)

## LeCantate
A Viagrande, così come in molti altri comuni, vi sono diverse cantate, forse quattro, cioè inni che vengono inneggiati al Santo da parte dei fedeli. Di queste quattro soltanto due sono disponibili, quelle dei due quartieri S. Caterina e Scalatelli, mentre le altre due si troverebbero nell'archivio storico della parrocchia, una delle quali è attribuita a Giuseppe Mirone.
Le cantate dei due quartieri, proprio perché li rappresentavano, venivano eseguite la sera del 14 gennaio in occasione dell'entrata dei corrispondenti partiti e venivano cantate da tutto il popolo. L'esecuzione delle due cantate la sera della vigilia è così avvenuta fino al primo dopoguerra. Tale tradizione è stata poi ripresa negli ultimi anni, con l'esecuzione delle cantate prima del rispettivo partito, accompagnate dal corpo bandistico.

### Cantatadel Partito-quartiere S. Caterina
INTRODUZIONE

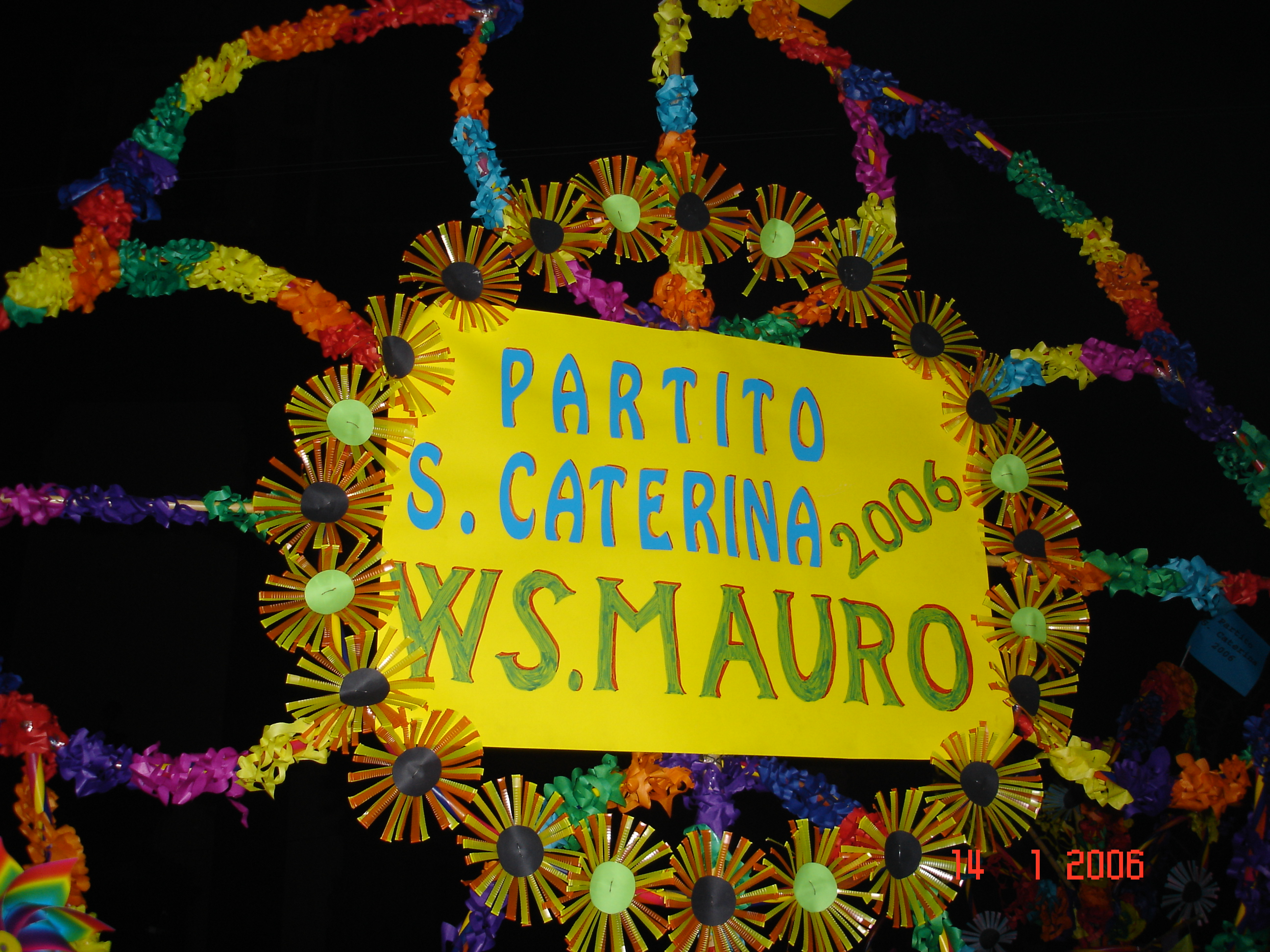
Particolare di uno dei tanti festoni che vengono portati a corsa durante l'entrata dei due partiti

Gloria, gloria e splendor dei secoli
Amor dei tuoi devoti
Speme e sostegno, e sostegno ai miseri
Oggi secondi i voti
Gloria e splendor, e splendor dei secoli
Gloria e splendor, e splendor dei secoli
Speme e sostegno, e sostegno ai miseri
Oggi seconda i voti
A celebrar, a celebrar tue glorie 
A gara ogn’altro avanza
Tu lo proteggi, lo proteggi o mauro
D’ogni malor lo scansa
D’ogni malor lo scansa
D’ogni malor lo scansa
D’ogni malor
D’ogni malor
A celebrar tue glorie ogn’altro avanza
Tu lo proteggi o Mauro,d’ogni malor lo scansa
D’ogni malor lo scansa
D’ogni malor lo scansa
D’ogni malor 
D’ogni malor 
A celebrar tue glorie ogn’altro avanza
Tu lo proteggi o Mauro, d’ogni malor lo scansa
D’ogni malor lo scansa
D’ogni malor lo scansa
D’ogni malor
D’ogni malor
PREGHIERA
Dalle nubi qual piove rugiada
I stillava dal cor la favella
Annunziando la buona novella
Ai redenti di molte città
Di molte città
Dalle nubi qual piove rugiada
Ti stillava dal cor la favella
Annunziando la buona novella
Ai redenti di molte città
Dalle nubi qual piove rugiada
Ti stillava dal cor la favella
Annunziando la buona novella 
Ai redenti di molte città
Ai redenti di molte città
Sempre forte nei gravi cimenti
Confondesti del mondo l’errore
La tua legge fu legge d’amore
Che scolpita nei petti ci sta
Sempre forte nei gravi cimenti
Confondesti del mondo l’errore
La tua legge fu legge d’amore
Che scolpita nei petti ci sta
La tua legge fu legge d’amore
Che scolpita nei petti ci sta
Ci sta
Ci sta
CABALETTA
Qual astro che splende, qual nauta esperto
Che il pino difende dall’irida del mare
Che in mezzo al periglio degl’irtri marosi
Con savio consiglio fa al lido approdar
Qual astro che splende, qual nauta esperto
Che il pino difende dall’ira del mare
Che in mezzo al periglio degl’irtri marosi
Con savio consiglio fa al lido approdar
Qual astro che splende, qual nauta esperto
Che il pino difende dall’ira del mare
Che in mezzo al periglio degl’irtri marosi
Con savio consiglio fa al lido approdar
Tu fosti ed or sei nel ciel nostra guida
Noi figli ma rei l’osiamo sperar
Tu fosti ed or sei nel ciel nostra guida
Noi figli ma rei l’osiamo sperar
Tu fosti ed or sei nel ciel nostra guida
Noi figli ma rei l’osiamo sperar
Tu fosti ed or sei nel ciel nostra guida
Noi figli ma rei l’osiamo sperar
Qual astro che splende, qual nauta esperto
Che il pino difende dall’ira del mare
Che in mezzo al periglio degl’irtri marosi
Con savio consiglio fa al lido approdar
Qual astro che splende, qual nauta esperto
Che il pino difende dall’ira del mare
Che in mezzo al periglio degl’irtri marosi
Con savio consiglio fa al lido approdar
Qual astro che splende, qual nauta esperto
Che il pino difende dall’ira del mare
Che in mezzo al periglio degl’irtri marosi
Con savio consiglio fa al lido approdar
Tu fosti ed or sei nel ciel nostra guida
Noi figli ma rei l’osiamo sperar
Tu fosti ed or sei nel ciel nostra guida
Noi figli ma rei l’osiamo sperar
Tu fosti ed or sei nel ciel nostra guida
Noi figli ma rei l’osiamo sperar
Tu fosti ed or sei nel cielo nostra guida
Noi figli ma rei l’osiamo sperar
L’osiamo sperar
L’osiamo sperar
L’osiam sperar
L’osiam sperar
Giuseppe Vitaliti, dicembre 1903 - gennaio 1904
La più antica tra le due cantate, essa veniva eseguita fino al primo dopoguerra il 15 gennaio, in occasione del passaggio della processione col Santo Patrono da piazza Urna, nel cuore del quartiere Santa Caterina: in realtà esisteva un'altra acntata del partito Santa Caterina la quale veniva eseguita la sera del 14 gennaio, andata però dispersa. Ripresa nuovamente nel 2006, attualmente viene eseguita la sera del 14 gennaio, prima dell'ingresso del partito Santa Caterina (o dei "chiazzoti"), e la domenica successiva alla solennità del Patrono. Inoltre, viene eseguita pure durante la sosta della tradizionale processione con la reliquia del Santo Patrono la sera del 14 gennaio, presso la chiesa parrocchiale di Santa Caterina.

### Cantatadel Partito-quartiere Scalatelli
| Introduzione                  | Preghiera                   | Cabaletta                        |
| ----------------------------- | --------------------------- | -------------------------------- |
| Di gioia un nuovo cantico     | Deh tu di questo popolo     | La vita misera                   |
| leviam, fratelli, ai cieli    | divino protettore           | rendesti bella                   |
| che al gran Patron la fervida | vivi tra noi benefica       | fosti tra gli uomini             |
| fede del cuor riveli.         | stella di nostra vita.      | polare stella.                   |
|                               |                             |                                  |
| Oggi a Lui lieti volino       | Fuga da noi l'orribile      | Dolce qual balsamo               |
| l'inno e il più forte evviva  | periglio dell'orrore        | fu la tua voce                   |
| dal monte all'ampia riva      | ridona Cristo amabile       | salvasti i popoli                |
| tutt'oggi allegri d'amor.     | ai figli nel dolore.        | con la tua croce.                |
|                               |                             |                                  |
| Vince nel sol più fulgido     | Il tuo sorriso vigile       | Fosti qual angelo consolatore    |
| in sua beltà la luce          | salvi i tuoi figli, o Santo | nella miseria e nei dolori       |
| in questa val di lacrime      | e sempre tu difendici       | e noi miseri pieni di fede       |
| e la speranza è duce.         | contro l'ostil furor.       | vogliamo, o Mauro, la tua mercé. |
|                               |                             |                                  |
| E amor sublime è gloria,      | Infondi, o Santo amabile    |                                  |
| vago sospiro è il vanto       | speme alla mente e al cuore |                                  |
| muta in gioia il pianto       | godiamo nella patria        |                                  |
| perché gli è sacro il cuore.  | le tue virtù d'amor.        |                                  |
|                               | Deh tu di questo popolo,    |                                  |
|                               | divino protettore           |                                  |
|                               | ridona Cristo amabile       |                                  |
|                               | ai figli nel dolore.        |                                  |
|                               |                             |                                  |
|                               | Il tuo sorriso vigile       |                                  |
|                               | salvi i tuoi figli, o Santo |                                  |
|                               | e sempre tu difendici       |                                  |
|                               | contro l'ostil furor.       |                                  |

Questa cantata viene ancora eseguita in chiesa in occasione dell'ottava e della prima domenica di settembre, e il 14 gennaio in piazza prima dell'entrata del partito.